# كريس براينت
كريستوفر جون براينت (بالإنجليزية: Chris Bryant) (ولد في 11 يناير 1962) هو سياسي ويلزي وكاهن سابق، عمل نائبًا لرئيس مجلس العموم من عام 2008 إلى 2009 ووزير أوروبا وآسيا من عام 2009 إلى 2010. عمل لاحقًا في حكومة الظل وزيرًا لشؤون الثقافة والإعلام والرياضة والقائد الظل لمجلس العموم من 2015 إلى 2016. كان عضوًا في حزب العمال، ونائبًا في البرلمان عن دائرة رونذا الانتخابية منذ 2001.
ولد في كارديف، درس براينت في مدرسة شلتنهام الخاصة قبل دراسة اللغة الإنجليزية في كلية مانسفيلد، أوكسفورد. بعد التخرج مع شهادة أخرى في علم الإلهيات، عمل قسًّا في كنيسة إنجلترا بالإضافة إلى اضطلاعه بأعمالٍ في هيئة الإذاعة البريطانية ومؤسسة الهدف المشترك. انتُخب عن دائرة رونذا في الانتخابات العامة لعام 2001، بواحدة من أكبر الغالبيات في البلاد.  

## بدايات مسيرته السياسية
بعد ترك القسوسة عام 1991، قام براينت بخطوة راديكالية في مسيرته وبدأ العمل وكيلًا للانتخابات في دائرة هولبورن وسانت بانكراس الانتخابية التابعة لحزب العمال، إذ ساعد فرانك دوبسون بالاحتفاظ بمقعده في الانتخابات العامة لعام 1992. من عام 1993 كان مسؤولًا في الإدارة المحلية لحزب العمال؛ عاش في هكني وانتُخب لمجلس بلدية هكني عام 1993، مُمثلًا دائرة ليبريدج وعمل حتى عام 1998. أصبح رئيس الحركة الاشتراكية المسيحية. من عام 1994 إلى عام 1996 كان مدير مؤسسة الهدف المشترك الخيرية في لندن.
في عام 1996 أصبح كاتبًا متفرغًا، يكتب سيرًا ذاتية عن ستافورد كريبس وغليندا جاكسون. كان مرشح حزب العمال عن دائرة ويكوم الانتخابية في الانتخابات العامة لعام 1997 (خسر بفارق 2,370 صوتًا)، ومدير الشؤون الأوروبية في البي بي سي من عام 1998.

## مسيرته البرلمانية
فاجأ انتخابه لمقعد حزب العمال الآمن عن دائرة رونذا الانتخابية في جنوب ويلز عام 2000، العديد من الأشخاص نظرًا لخلفية براينت – مثليّ، وكاهن أنجليكي سابق، وشخصٌ كان متوجهًا إلى حزب المحافظين وهو طالب. يقول حول انتخابه المفاجئ، «سقطت عن الكرسي، وبالتأكيد سقط خصومي أيضًا». قدم اثنان وخمسون شخصًا طلبًا للترشح وبالنسبة للفوز فإن عضوًا من المجلس المحلي هو المفضل. احتفظ بالمقعد دون عناء في الانتخابات العامة لعام 2001 بأغلبية 16,047 صوت، واحدة من أكبر الغالبيات في البلاد.
في عام 2003 صوت للاشتراك في الحرب العراقية. هو عضو مجموعة أصدقاء إسرائيل التابعة لحزب العمال ومجموعة أصدقاء فلسطين والشرق الأوسط التابعة لحزب العمال.
من عام 2004 حتى 2007 كان براينت رئيس حركة حزب العمال من أجل أوروبا، خلفته النائبة ماري كريف. كان براينت أحد الموقعين على مبادئ مجتمع هنري جاكسون.
في 5 سبتمبر 2006، شارك مع سيون سيمون بتنسيق خطاب بارز موقع من قِبل 15 نائب من حزب العمال يدعون من خلاله إلى استقالة طوني بلير الفورية.
كان براينت السكرتير البرلماني الخاص لوزير الدولة للشؤون الدستورية، تشارلي فالكونر. في تعديل غوردن براون الوزاري لخريف 2008، رُقي براينت من دوره سكرتيرًا برلمانيًا خاصًا لهارييت هارمان إلى المنصب الوزاري الخاص بنائب رئيس مجلس العموم المعروف أيضًا باسم النائب البرلماني لمجلس العموم. تلا هذا انتقال آخر في تعديل يونيو الوزاري لعام 2009، حين انتقل إلى وزارة الخارجية وشؤون الكومنولث سكرتيرًا برلمانيًا لوزارة الشؤون الخارجية. في 13 أكتوبر 2009 عُيّن وزير أوروبا أيضًا.

### فضيحة التجسس الهاتفي
في 11 مارس 2003، باعتباره طرف في تحقيق لجنة مجلس العموم المتخصصة بالثقافة والإعلام والرياضة بشأن الخصوصية وتدخل الصحافة، سأل ريبيكا وايد (الآن ريبيكا بروك) عما إذا كانت قد رشت ضباط الشرطة حقًا من أجل المعلومات. جالسةً بجانب أندي كولسون، محرر أخبار العالم، قالت «نعم». لاحقًا في ذلك العام اختُرق هاتف براينت من قِبل أخبار العالم، حقيقة عُرفت لشرطة العاصمة حين ضبطت معلومات مع المحقق الخاص غلين مولكير. طلب براينت إجراء مراجعة قضائية لشرطة العاصمة إلى جانب طلب جون بريسكوت وبريان باديك، في محاولة لإجبارها على التواصل مع كل ضحايا التجسس الهاتفي من قِبل أخبار العالم. التزمت شرطة العاصمة بمسؤوليتها وربح تعويضات بمقدار 30,000 جنيه استرليني من أخبار العالم عام 2012.
دعا براينت وقاد المناظرات البرلمانية بشأن إحالة فضيحة التجسس الهاتفي إلى هيئة المعايير والامتيازات في 9 سبتمبر 2010، وجلسة المناظرة الطارئة حول ما إذا كان ضروريًا إجراء تحقيقات قضائية في 6 يوليو 2011، مما أدى إلى إعداد تحقيق ليفيسون.

## مناصب
- انتخب زعيم ظل مجلس العموم [الإنجليزية]‏ (13 سبتمبر 2015 – 26 يونيو 2016).
- في الانتخابات العامة في المملكة المتحدة 2001، انتخب عضو برلمان المملكة المتحدة الـ53 عن دائرة رونذا وقد انضم خلال فترته النيابية ‏ (7 يونيو 2001 – 11 أبريل 2005) للكتلة البرلمانية حزب العمال.
- في الانتخابات العامة في المملكة المتحدة 2005، انتخب عضو برلمان المملكة المتحدة الـ54 عن دائرة رونذا وقد انضم خلال فترته النيابية ‏ (5 مايو 2005 – 12 أبريل 2010) للكتلة البرلمانية حزب العمال.
- في انتخابات المملكة المتحدة لعام 2010، انتخب عضو برلمان المملكة المتحدة الـ55 عن دائرة رونذا وقد انضم خلال فترته النيابية ‏ (6 مايو 2010 – 30 مارس 2015) للكتلة البرلمانية حزب العمال.
- في الانتخابات العامة في المملكة المتحدة 2015، انتخب عضو برلمان المملكة المتحدة الـ56 عن دائرة رونذا وقد انضم خلال فترته النيابية ‏ (8 مايو 2015 – 3 مايو 2017) للكتلة البرلمانية حزب العمال.
- في الانتخابات التشريعية البريطانية 2017، انتخب عضو برلمان المملكة المتحدة الـ57 عن دائرة رونذا وقد انضم خلال فترته النيابية ‏ (8 يونيو 2017 – ) للكتلة البرلمانية حزب العمال.
- انتخب Parliamentary Under-Secretary of State for the Foreign Office ‏.
- انتخب وكيل وزارة الدولة للشؤون الخارجية [الإنجليزية]‏ (9 يونيو 2009 – 11 مايو 2010).
- انتخب وزير الدولة للهجرة [الإنجليزية]‏ (7 أكتوبر 2011 – 8 أكتوبر 2013).
- انتخب Parliamentary Under-Secretary of State for Arts and Heritage [الإنجليزية]‏ (3 ديسمبر 2014 – 11 مايو 2015).
- انتخب وزير الدولة لشؤون أوروبا (المملكة المتحدة) (13 أكتوبر 2009 – 11 مايو 2010).
- انتخب وزير دولة - ظل - للثقافة والإعلام والرياضة [الإنجليزية]‏ (11 مايو 2015 – 13 سبتمبر 2015).